# فرانك جيمس
فرانك جيمس (بالإنجليزية: Frank James)‏ هو رجل عصابة أمريكي، ولد في 10 يناير 1843 في كيرني في الولايات المتحدة، وتوفي بنفس المكان في 18 فبراير 1915 بسبب نوبة قلبية.

## وصلات خارجية
- فرانك جيمس على موقع الموسوعة البريطانية (الإنجليزية)
- فرانك جيمس على موقع الموسوعة البريطانية (الإنجليزية)
- فرانك جيمس على موقع إن إن دي بي (الإنجليزية)